# Simone Barontini
Simone Barontini (* 5. Januar 1999 in Ancona) ist ein italienischer Mittelstreckenläufer, der sich auf den 800-Meter-Lauf spezialisiert hat.

## Sportliche Laufbahn
Erste internationale Erfahrungen sammelte Simone Barontini im Jahr 2015, als er beim Europäischen Olympischen Jugendfestival (EYOF) in Tiflis bis in das Finale gelangte, dort seinen Lauf aber nicht beenden konnte. Im Jahr darauf gewann er bei den erstmals ausgetragenen Jugendeuropameisterschaften ebendort in 1:49,78 min die Bronzemedaille und 2017 erreichte er bei den U20-Europameisterschaften in Grosseto das Halbfinale, in dem er mit 1:49,82 min ausschied. 2018 wurde er bei den U20-Weltmeisterschaften in Tampere in 1:51,08 min Fünfter und qualifizierte sich auch für die Europameisterschaften in Berlin, bei denen er mit 1:48,53 min in der ersten Runde ausschied. Im Jahr darauf scheiterte er bei den Halleneuropameisterschaften in Glasgow mit 1:50,54 min ebenfalls in der Vorrunde und gelangte anschließend bei den U23-Europameisterschaften in Gävle in 1:49,91 min auf den achten Platz. 2021 erreichte er bei den Halleneuropameisterschaften in Toruń das Halbfinale und schied dort mit 1:49,51 min aus. Im Juli siegte er in 1:46,20 min bei den U23-Europameisterschaften in Tallinn. Im Jahr darauf startete er bei den Mittelmeerspielen in Oran und belegte dort in 1:45,92 min den sechsten Platz. Anschließend belegte er bei den Europameisterschaften in München in 1:45,66 min den siebten Platz.
2023 klassierte er sich bei den Halleneuropameisterschaften in Istanbul mit 1:48,63 min auf dem achten Platz über 800 Meter. Im August schied er dann bei den Weltmeisterschaften in Budapest mit 1:44,34 min im Halbfinale aus. Im Jahr darauf schied er bei den Europameisterschaften in Rom mit 1:47,10 min im Semifinale aus. Anschließend schied er bei den Olympischen Sommerspielen in Paris mit 1:46,17 min ebenfalls im Semifinale aus.
In den Jahren von 2019 bis 2021 und 2024 wurde Barotini italienischer Meister im 800-Meter-Lauf im Freien sowie von 2017 bis 2021 auch in der Halle. Zudem siegte er 2021 auch in der 4-mal-400-Meter-Staffel.

## Persönliche Bestleistungen
- 800 Meter: 1:44,34 min, 24. August 2023 in Budapest
  - 800 Meter (Halle): 1:46,82 min, 19. Februar 2023 in Ancona